# Vata Matanu Garcia
Vata Matanu Garcia (Damba, 19 marzo 1961) è un ex calciatore angolano, di ruolo attaccante.

## Carriera
Fu capocannoniere del campionato portoghese nel 1989. Nella Coppa dei Campioni 1989-1990 entrò in campo, al minuto 78, nella finale contro il Milan persa 0-1.

## Palmarès

### Club
- Campionato portoghese: 2

Benfica: 1988-1989, 1990-1991